# Louis Eugène Roy
Louis Eugène Roy (* 1861; † 27. Oktober 1939 in Port-au-Prince) war ein haitianischer Politiker und Präsident von Haiti.

## Biografie
Roy war ein einflussreicher und bekannter Bankier und Präsident der Nationalen Girozentrale (National Clearing House). Am 15. Mai 1930 wurde er vom Kommandeur der US-Besatzungsmacht und Hohen Kommissar in Haiti, dem späteren Kommandanten des US-Marinecorps, Generalmajor John H. Russell, Jr., als Nachfolger von Louis Bornó zum Interims-Präsidenten von Haiti auserwählt. Als solcher versprach er die Durchführung von Präsidentschaftswahlen in der Nationalversammlung, die gemäß seinen Versprechungen am 14. Oktober 1930 abgehalten wurden.
Am 18. November 1930 übergab er das Präsidentenamt an den Sieger der Präsidentschaftswahlen, Sténio Vincent.